# 디스인플레이션

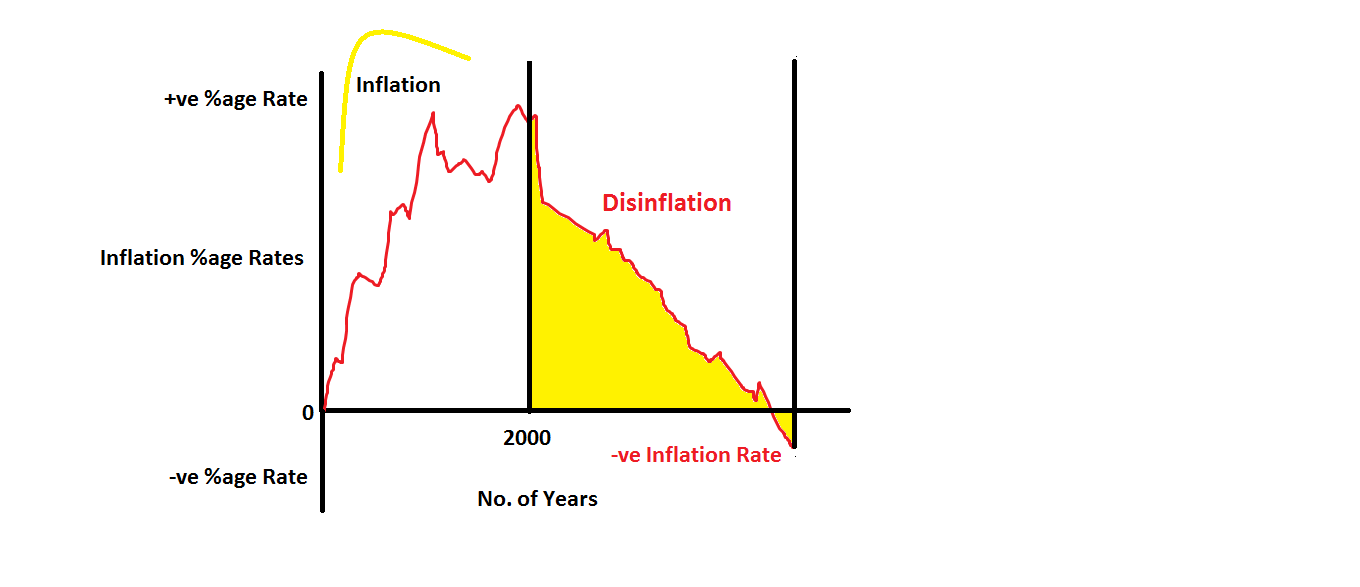
디스인플레이션 그래프

디스인플레이션(disinflation)은 인플레이션을 억제함으로써 디플레이션이 되는 것을 방지하기 위하여 통화의 양과 물가를 되도록 현재의 선에서 안정시키려고 하는 경제 조정정책을 말한다. 이의 반대 개념은 통제 인플레이션이라고도 불리는 리플레이션이다.

## 일본의 디스인플레이션 경제의 예
디스인플레이션 경제의 최상의 예가 일본이다. 1990년에 일본의 성장률은 5.2%, 실업률은 2.1%, 인플레이션 비율은 2.4%였다. 그러나 1992년 성장률은 1.0%로 하락하고, 실업률은 2.2%로 상승하였고 인플레이션 비율은 1.7%로 감소하였다. 2000년 들어 성장률은 2.8%, 실업률은 4.7%, 인플레이션 비율은 -1.6%였다.
| 연도 | 성장률 % | 실업률 % | 인플레이션 비율 % |
| ---- | -------- | -------- | ----------------- |
| 1990 | 5.2      | 2.1      | 2.4               |
| 1991 | 3.4      | 2.1      | 3.0               |
| 1992 | 1.0      | 2.2      | 1.7               |
| 1993 | 0.2      | 2.5      | 0.6               |
| 1994 | 1.1      | 2.9      | 0.1               |
| 1995 | 1.9      | 3.1      | –0.4              |
| 1996 | 3.4      | 3.4      | –0.8              |
| 1997 | 1.9      | 3.4      | 0.4               |
| 1998 | -1.1     | 3.4      | –0.1              |
| 1999 | 0.1      | 4.1      | –1.4              |
| 2000 | 2.8      | 4.7      | –1.6              |
| 2001 | 0.4      | 5.0      | –1.6              |
| 2002 | -0.3     | 5.4      | –1.2              |
| 2003 | 2.7      | 5.3      | –2.5              |
| 2004 | 3.0      | 5.0      | –1.8              |

## 같이 보기
- 초인플레이션